# Hédi Mattoussi
Pour les articles homonymes, voir Mattoussi.
Hédi Mattoussi, né le 11 mai 1959 en Tunisie, est un scientifique des matériaux tuniso-américain et professeur à l'université d'État de Floride. Ses recherches portent sur les nanocristaux inorganiques colloïdaux pour l'imagerie et la détection biologiques. Il est membre de la Société américaine de physique, de l'American Chemical Society et de la Materials Research Society (en).

## Formation
Mattoussi étudie la physique à l'université de Tunis - El Manar, qu'il complète avec mention en 1982. Il complète sa recherche doctorale à l'université Pierre-et-Marie-Curie, où il étudie les polymères mésomorphes en solution. À l'issue de son doctorat, Mattoussi est nommé chercheur associé au Collège de France.
Il déménage aux États-Unis en 1987, rejoignant d'abord l'université du Massachusetts à Amherst, puis l'université Carnegie-Mellon.

## Recherche et carrière
En 1992, Mattoussi rejoint l'université de Floride, où il travaille comme assistant scientifique au département de physique. Mattoussi rejoint le Naval Research Laboratory en 1997, où il est chercheur principal. Il y développe des nanoparticules inorganiques et étudie leur interaction avec les systèmes biologiques. 
Mattoussi rejoint la faculté de l'université d'État de Floride en tant que professeur de chimie, où il dirige un groupe qui étudie les interfaces entre les nanocristaux inorganiques et les systèmes biologiques. À cette fin, il conçoit et synthétise de nouveaux nanocristaux à base de semi-conducteurs et de nanoparticules métalliques, crée des ligands multifonctionnels et étudie des nanoparticules-bioconjugués. Il utilise un fluorophore à points quantiques pour étudier le processus de transfert d'énergie par résonance de Förster.
Mattoussi siège au conseil consultatif de la revue Physical Chemistry Chemical Physics.

## Prix et distinctions
En 2008, il est désigné meilleur ingénieur de la marine de l'année. Il est élu en 2011 comme membre de l'American Chemical Society, en 2014 comme membre de la Société américaine de physique, et 2020 comme membre de la Materials Research Society (en).

## Publications (sélection)
- (en) Igor L. Medintz, H. Tetsuo Uyeda, Ellen R.Goldman et Hédi Mattoussi, « Quantum dot bioconjugates for imaging, labelling and sensing », Nature Materials, vol. 4, no 6,‎ 2005, p. 435–446 (ISSN 1476-1122, PMID 15928695, DOI 10.1038/nmat1390, S2CID 13737788).
- (en) Bashir O. Dabbousi, Javier Rodriguez-Viejo, Frederic Victor Mikulec et Jason R. Heine, « (CdSe)ZnS Core−Shell Quantum Dots: Synthesis and Characterization of a Size Series of Highly Luminescent Nanocrystallites », Journal of Physical Chemistry B, vol. 101, no 46,‎ 1997, p. 9463–9475 (ISSN 1520-6106, DOI 10.1021/jp971091y).
- (en) Jyoti K. Jaiswal, Hédi Mattoussi, J. Matthew Mauro et Sanford M. Simon, « Long-term multiple color imaging of live cells using quantum dot bioconjugates », Nature Biotechnology, vol. 21, no 1,‎ 2003, p. 47–51 (ISSN 1087-0156, PMID 12459736, DOI 10.1038/nbt767, S2CID 27963244).
- (en) Hédi Mattoussi et Cheon Jinwoo (en), Inorganic nanoprobes for biological sensing and imaging, Boston, Artech House, 2009, 302 p. (ISBN 978-1-59693-197-8, OCLC 434509221).